# Dutch FilmWorks
Dutch FilmWorks is een Nederlands filmdistributiebedrijf dat een groot bestand beheert van films, video en televisieprogramma's.
Het bedrijf werd opgericht in 1997 door Willem Pruijssers als filmdistributiebedrijf en groeide uit tot een grote onafhankelijke distributeur in Nederland op het gebied van bioscoopfilms, home-entertainment, video on demand en televisie (betaaltelevisie en gratis televisie). De catalogus van Dutch FilmWorks bevat meer dan 3000 titels, bestaande uit speelfilms, documentaires, tv-series en kindertitels.
Titels van Dutch FilmWorks zijn onder andere The Expendables, The Reader en The Three Musketeers, maar ook Nederlandse films en series als Achtste-groepers huilen niet, Komt een vrouw bij de dokter, De eetclub, De gelukkige huisvrouw, Dummie de mummie, Happy Single, Zwanger & Co en De z van zus.
Op het gebied van tv-series heeft Dutch FilmWorks een aanbod, variërend van miniseries als The Pillars of the Earth en Camelot tot Westenwind, CSI en Top Gear, maar ook Nederlandse tv-series als Iedereen is gek op Jack en Moordvrouw.
Tot de documentaires behoren de beroemde BBC Earth-producties, waaronder One Life, Frozen Planet en Planet Earth. Dutch FilmWorks is de exclusieve distributeur van deze natuurdocumentaires en geeft deze uit via House of Knowledge.
Tot oktober 2011 bracht Dutch FilmWorks samen met distributeurs Inspire Pictures en Lumière bioscooptitels uit onder de naam Benelux Film Distributors. Vanaf oktober 2011 zijn de drie bedrijven hun eigen weg gegaan en is de theatricalafdeling van Dutch FilmWorks opgericht.
In 2011 wilde Dutch FilmWorks illegale downloads van de film The Hitman's Bodyguard aanpakken door de downloaders een bedrag van 150 euro in rekening te brengen. Hiervoor moest provider VodafoneZiggo de adressen verstrekken, maar deze weigerde hieraan mee te werken. In 2019 bepaalde het gerechtshof dat VodafoneZiggo de data inderdaad niet hoefde te verstrekken: het was niet alleen onduidelijk wat Dutch FilmWorks met de persoonsgegevens ging doen, maar ook de samenstelling van het bedrag van 150 euro was onduidelijk. De Hoge Raad bevestigde in 2021 deze uitspraak.
In 2022 nam het Franse StudioCanal het bedrijf over. Dutch Filmworks ging hierna ook de distributie verzorgen van de films en series van StudioCanal in de Benelux, terwijl StudioCanal de verdere verspreiding van Nederlandstalige producties op zich nam.